# 三刺同寄居蟹
三刺同寄居蟹（学名：Sympagurus trispinosus）为擬寄居蟹科同寄居蟹屬下的一个种。